# Wierzonka (gromada)
Wierzonka – dawna gromada, czyli najmniejsza jednostka podziału terytorialnego Polskiej Rzeczypospolitej Ludowej w latach 1954–1972.
Gromady, z gromadzkimi radami narodowymi (GRN) jako organami władzy najniższego stopnia na wsi, funkcjonowały od reformy reorganizującej administrację wiejską przeprowadzonej jesienią 1954 do momentu ich zniesienia z dniem 1 stycznia 1973, tym samym wypierając organizację gminną w latach 1954–1972.
Gromadę Wierzonka z siedzibą GRN w Wierzonce utworzono – jako jedną z 8759 gromad na obszarze Polski – w powiecie poznańskim w woj. poznańskim, na mocy uchwały nr 33/54 WRN w Poznaniu z dnia 5 października 1954. W skład jednostki wszedł obszar dotychczasowej gromady Dębogóra, ponadto miejscowość Kliny z dotychczasowej gromady Kicin oraz miejscowości Pawłówko i Wierzenica z dotychczasowej gromady Wierzenica ze zniesionej gminy Czerwonak, a także parcela nr kat. 57 z karty 1 obrębu Wierzonka z dotychczasowej gromady Uzarzewo ze zniesionej gminy Swarzędz – w tymże powiecie. Dla gromady ustalono 11 członków gromadzkiej rady narodowej.
Gromadę zniesiono 1 stycznia 1960, a jej obszar włączono do gromady Kobylnica w tymże powiecie.